# Populisme en Amérique latine
Le populisme latino-américain est une expression polysémique utilisée par certains spécialistes, journalistes et hommes politiques pour qualifier les mouvements ou expressions politiques latino-américains de « populistes ». Dans de nombreux cas, l'expression est utilisée dans un sens péjoratif par les groupes d'opposition dans le contexte de la compétition politique.

## Problèmes de définition
Tout au long du XXe siècle, le terme « populisme », d'origine russe, a été fréquemment utilisé dans certains discours politiques en Occident. En Amérique latine, les premiers à l'utiliser l'ont fait pour caractériser certains gouvernements démocratiques élus ou des mouvements populaires ou socialistes, afin de leur attribuer des caractéristiques négatives.
Selon José Pablo Feinmann, le terme « populisme » a été promu avec le terme « démagogie » pour justifier les coups d'État et les politiques néolibérales en Amérique latine. Dans cette optique, certains chercheurs ont soutenu que ceux qui utilisent cette expression lui attribuent un préjugé défavorable lié à l'obtention d'une « clientèle électorale » à la faveur de mouvements sociaux.
Cela démontre l'une des caractéristiques les plus problématiques de ce terme : la polysémie, qui permet d'utiliser le même mot pour signifier des choses différentes. Parfois, le terme « populiste » est utilisé comme synonyme de partisan d'un pouvoir au « peuple », proche de « démocrate », tandis que dans d'autres cas, il est utilisé comme une stratégie politique mal utilisée par les partis politiques, ou simplement comme un nom synonyme des mouvements sociaux latino-américains ; cette situation rend sa définition et son utilisation anachroniques et conduit au réductionnisme politique et historiographique.

## Perspectives théoriques et méthodologiques
Le concept de populisme a été abordé principalement dans le champ disciplinaire des sciences sociales. Les sociologues et les politologues ont analysé d'innombrables cas de pays d'Amérique latine qui ont connu des systèmes de gouvernement qui ont pu être qualifiés de populistes, appartenant à des courants politiques très divers.
Certains des pays étudiés sont les suivants : Argentine, Bolivie, Brésil, Chili, Colombie, Équateur, Mexique, Paraguay, Pérou et Venezuela. La délimitation temporelle envisage les années qui vont des premières décennies du XXe siècle jusqu'aux années 1950, et des années 1970 à la première décennie du XXIe siècle.
Une première interprétation est celle qui reprend l'approche sociologique structure-action. Les références de théoriciens sociaux tels que Max Weber et Émile Durkheim se sont imposées. Le sociologue argentin Gino Germani a été le principal représentant de ce courant, puisqu'il a élaboré un modèle analytique complexe intégrant la théorie de la dépendance et la théorie de la transition démocratique. Dans cette perspective, la modernité est comprise comme un processus d'industrialisation et de « participation extensive » qui favorise l'émergence de classes moyennes et populaires, et un système d'alliances prévaut dans le spectre politique.
Dans les années 1990, un certain nombre de chercheurs en sciences sociales ont entrepris une révision du terme « populisme ». Carlos de la Torre, professeur à l'université du Kentucky aux États-Unis, a constaté que le concept de « populisme » était non seulement large, mais aussi ambigu. Pour certains chercheurs réunis dans l'ouvrage El populismo en España y América, les approches de cette catégorie établies jusqu'alors étaient statiques, linéaires, développementalistes, voire manichéennes. Dans le même ouvrage, les articles remettent en question l'utilisation du terme « populisme » par Gino Germani, Torcuato Di Tella et Octavio Ianni, estimant qu'il ne fait que refléter la verticalité de la relation entre des leaders charismatiques et les « masses » en termes de domination, de modernisation, de dépendance (es) et de développement. Selon le même ouvrage, les textes de ces spécialistes étaient toujours truffés de termes économiques : exportations et importations, migration rurale-urbaine, travailleurs, oligarchies, secteurs, structures socio-économiques, ce qui, pour eux, montrait clairement qu'un modèle avait été produit pour expliquer de manière macro-structurelle l'existence du populisme. Les auteurs de l'ouvrage précité ont ensuite réfléchi à la participation des acteurs qui, de leur point de vue, sont à l'origine du phénomène du populisme et ont pensé les individus concernés en termes de sujets dotés d'aspirations multiples et de capacités réflexives face au déterminisme socio-économique.
Progressivement, l'essor des études culturelles a commencé à se faire sentir dans l'environnement académique des sciences sociales en général et sur le sujet du populisme en particulier. Des concepts issus de l'anthropologie avec les visions du monde et les croyances, de la psychologie avec l'ethos, de la linguistique avec le discours, et de la sociologie avec les actions, sont apparus dans la réflexion sur le sujet. Dans ce contexte, la personnalité des acteurs telles qu'ils l'expliquent, c'est-à-dire la façon dont ils se conçoivent, est privilégiée.
La perspective culturelle des subjectivités est restée fondamentale pour comprendre la complexité mentale de l'organisation populaire, également appelée « subalterne ». Ernesto Laclau et Emilio de Ípola (es) ont activé l'approche du langage afin de comprendre l'efficacité stratégique employée entre gouvernants et gouvernés.
En plus de céder le pouvoir aux dirigeants, la base sociale les obligeait à façonner une personnalité qui reflétait les caractéristiques de l'identité populaire. Selon ce courant d'interprétation, il était entendu que la présence physique des représentants, leurs promesses, les attitudes publiques, les symboles, contenaient des récits et des formes de comportement des représentés. Dans les discours politiques, les attentes du public ont été analysées et il a été souligné que leurs actions « sont aussi importantes que les discours, les gestes et les rituels de l'orateur ».
Une autre interprétation est celle qui s'intéresse aux micro-niveaux, aux diversités personnelles de cette « base populaire » par rapport à son contexte expérientiel. Là, les personnes qui donnent le pouvoir aux dirigeants ne sont pas nécessairement porteuses d'un système d'intérêts homogène. Au contraire, dans leur singularité, leurs personnalités présentent des comportements divers, ambigus, opportunistes, cyniques, autoritaires, inoffensifs, offensifs, sinistres, excluants, c'est-à-dire l'étendue des comportements dans la vie de tous les jours. Une autre approche évalue les résultats pratiques du phénomène du populisme. Des études « pessimistes » se distinguent, comme celles de Guillermo Zermeño, qui s'interrogent sur la durabilité des identités générées par le populisme.
Les approches qui ont émergé à l'aube du XXIe siècle étudient également les stratégies politiques informelles, qui émergent des crises systémiques et du déclin des partis politiques en tant qu'intermédiaires représentatifs de la société. Elles mettent en évidence les « nouveaux leaderships » ou « néo-populismes », qui sont soutenus par les franges les plus pauvres de la société. Le champ d'action de ces groupes dépasse les canaux institutionnels, car ils n'y trouvent ni représentation ni légitimité. Il est donc plus probable que de nouvelles mobilisations prennent forme avec des leaders qui prennent en charge les demandes de la nouvelle base sociale. Dans la première décennie du XXIe siècle, les études sur le populisme poursuivent la polémique conceptuelle.

## Caractéristiques du populisme latino-américain classique
Selon Hartlyn et Valenzuela, les principales caractéristiques du populisme latino-américain classique sont les suivantes :
- Il est fondateur dans la mesure où il reconnaît qu'il n'a pas de passé, un passé avec lequel il rompt[15], avec des mouvements désorganisés et mal articulés qui n'accèdent au pouvoir que lorsque le péronisme en prend la direction.
- Un leadership charismatique[16], d'un personnage qui vient du « peuple » pour le représenter et lui donner une voix. Ses discours, ses positions et ses revendications lui permettront de se rapprocher du citoyen ordinaire : « incarnant le peuple, le dirigeant doit parler un langage à la fois accessible, direct, incisif, franc et captivant »[17].
- Participation émotionnelle des masses[17].
- La mobilisation directe de l'électorat[16].

## Néopopulisme en Amérique latine
Après le populisme « classique » du XXe siècle dans la région, un nouveau populisme (es) fondamentalement orienté à droite est arrivé dans le sous-continent, conformément à ce qui s'était passé en Europe et dans d'autres régions du monde. Au Brésil, après plusieurs mandats du Parti des travailleurs, Jair Bolsonaro est arrivé au pouvoir, un personnage controversé qui, à plusieurs reprises au cours de sa carrière politique, a fulminé contre la démocratie et donné raison aux tortures et aux violations des droits de l'homme commises par la dictature militaire. Selon Pablo Stefanoni, après la chute du mur de Berlin, le socialisme réellement existant a disparu ; mais ce qui n'a pas disparu, c'est l'anticommunisme, de sorte qu'en l'absence d'un ennemi à identifier et à combattre, la rhétorique des mouvements d'extrême droite a tiré sur la thèse conspirationniste du marxisme culturel, sur la dénonciation de l'« idéologie du genre » et sur des positions antiféministes recrudescentes. Cela était notoire dans l'arène politique avant l'accession au pouvoir de Bolsonaro, qui a également fait des déclarations ouvertement homophobes pendant la campagne et s'est attiré les louanges du propagandiste américain Steve Bannon.
Tant en tant que candidat qu'en tant que dirigeant, Bolsonaro a constamment fait allusion à un « nettoyage » contre les « rouges » et à la qualification de terroristes du mouvement des sans-terre, tout en promouvant diverses fausses informations et théories du complot autour d'une prétendue tentative de coup d'État de la gauche contre lui. Il a déclaré à plusieurs reprises que « les policiers qui ne tuent pas ne sont pas des policiers » et a rejoint le mouvement anti-quarantaine pendant la pandémie de Covid-19. Sa candidature était soutenue par les Églises évangéliques prônant la théologie de la prospérité, le nationalisme conservateur et un discours empreint de fondamentalisme chrétien.
En Argentine, le parti La liberté avance de Javier Milei a émergé, une formation qui a réussi à capitaliser sur une frange de la population insatisfaite de la politique traditionnelle. Son leader Milei s'est caractérisé par sa présence constante dans les médias et par son ton conflictuel et strident pour déployer des approches qui se targuent d'être disruptives. L'analyste Beatriz Sarlo (es) l'a décrit comme un « utopiste » de droite, croyant en la bonté prétendument idéalisée du capitalisme, capable de communiquer un message simple et superficiel susceptible de convaincre immédiatement de nombreuses personnes : « L'État est pire qu'un vulgaire voleur, parce qu'il vous prend tout ; les politiciens sont des sociopathes, parce qu'ils veulent nous faire croire que nous ne pouvons pas vivre sans eux ». Le scepticisme social, la méfiance à l'égard des institutions démocratiques, la lassitude, l'apathie et le manque d'implication active des citoyens dans les affaires publiques constituent également un environnement propice à l'émergence de leaderships qui offrent des solutions apparemment faciles aux problèmes, comme l'a souligné Sarlo :

« Le populisme de droite trouve le moyen le plus court d'exciter et de gagner les désillusionnés. Il ne leur parle pas des complexités et des conflits des démocraties. Au contraire, il leur parle de la simplicité que l'on pourrait atteindre si l'on se passait des partis. Ce discours simplificateur est sympathique pour les citoyens qui n'ont ni le temps ni l'envie d'intervenir dans la sphère publique et qui préfèrent donc un dirigeant qui dit des phrases simples. »

Au Chili, l'émergence du Parti républicain de José Antonio Kast - d'extrême droite ou populiste de droite selon les sources - dont la présence a miné les partis de droite traditionnels, y compris l'UDI historique, a à plusieurs reprises justifié le régime de Pinochet et a soulevé la question de la sécurité et de l'opposition à l'immigration comme des questions importantes qui lui ont valu un soutien électoral. Il a également pris pour étendard l'opposition au mariage homosexuel, le droit à l'avortement et un discours conservateur radicalisé qui fait appel aux valeurs traditionnelles, couplé à un discours de confrontation dure envers les partis de gauche. Il s'est également lancé contre ce qu'il considère comme le « politiquement correct ».
Juan Carlos Ubilluz Raygada affirme que, dans le cas de l'Amérique latine, la matrice culturelle et historique de la droite radicalisée se trouve dans la période coloniale, étant donné « son caractère oligarchique, colonial, raciste et patrimonial », et que le style autoritaire de ses actions trouve son origine dans les dictatures du XXe siècle, tandis que le modèle de société qu'elle défend est conforme au néolibéralisme, une situation qui a pris un tournant après le coup d'État militaire au Chili et l'arrivée des Chicago Boys en Amérique du Sud. Pablo Stefanoni en fait la synthèse : « Dans toute l'Amérique latine, une nouvelle droite émerge également et articule un vote qui s'oppose aux succès. Le racisme comme rejet d'une vision racialisée de la pauvreté, et le conservatisme contre les avancées du féminisme et des minorités sexuelles. La croissance de l'évangélisme politique et la popularité de politiciens et de leaders d'opinion qui ont déclaré la guerre à ce qu'ils appellent l'« idéologie du genre » sont quelques-uns des vecteurs de l'expression politique d'un anti-progressisme de plus en plus virulent ».

## Qualification «populiste» de la théologie latino-américaine
Le terme de « populiste » a également été largement utilisé par certains universitaires et hommes politiques pour désigner certains courants de la théologie latino-américaine, tels que la théologie de la libération et la théologie du peuple. Pour cette raison, le pape François est souvent qualifié de « populiste »,.

## Périodisation proposée par Dussel
Enrique Dussel classe le populisme latino-américain en deux moments du XXe siècle, où il y a eu une symbiose entre l'État, une idéologie et un mouvement qui, en faisant appel au nationalisme, aux revendications du peuple et à la négation de l'impérialisme, a agi comme un agent d'intégration des masses et comme une réponse à la crise des partis politiques traditionnels.
Selon la périodisation proposée par Enrique Dussel, les deux types de phénomènes populistes présents en Amérique latine étaient :
1) les populismes classiques latino-américains apparus entre 1910 et 1954 ;
2) les néo-populismes qui se sont développés depuis 1999 dans plusieurs pays d'Amérique latine.